# Grandvillard
Grandvillard é uma comuna da Suíça, no Cantão Friburgo, com cerca de 634 habitantes. Estende-se por uma área de 24,22 km², de densidade populacional de 26 hab/km². Confina com as seguintes comunas: Bas-Intyamon, Charmey, Château-d'Oex (VD), Haut-Intyamon.
A língua oficial nesta comuna é o Francês.